# سيرجيو أكوستا سالازار
سيرجيو أكوستا سالازار (بالإسبانية: Sergio Acosta Salazar)‏ هو سياسي مكسيكي، ولد في 10 مايو 1957 في مدينة مكسيكو في المكسيك. حزبياً، نشط في حزب الثورة الديمقراطية. وقد انتخب عضو مجلس النواب المكسيك.